# Trachelyopterus albicrux
Trachelyopterus albicrux är en fiskart som först beskrevs av Berg, 1901.  Trachelyopterus albicrux ingår i släktet Trachelyopterus och familjen Auchenipteridae. IUCN kategoriserar arten globalt som livskraftig. Inga underarter finns listade i Catalogue of Life.